# Amazone (vêtement)
Pour les articles homonymes, voir amazone.

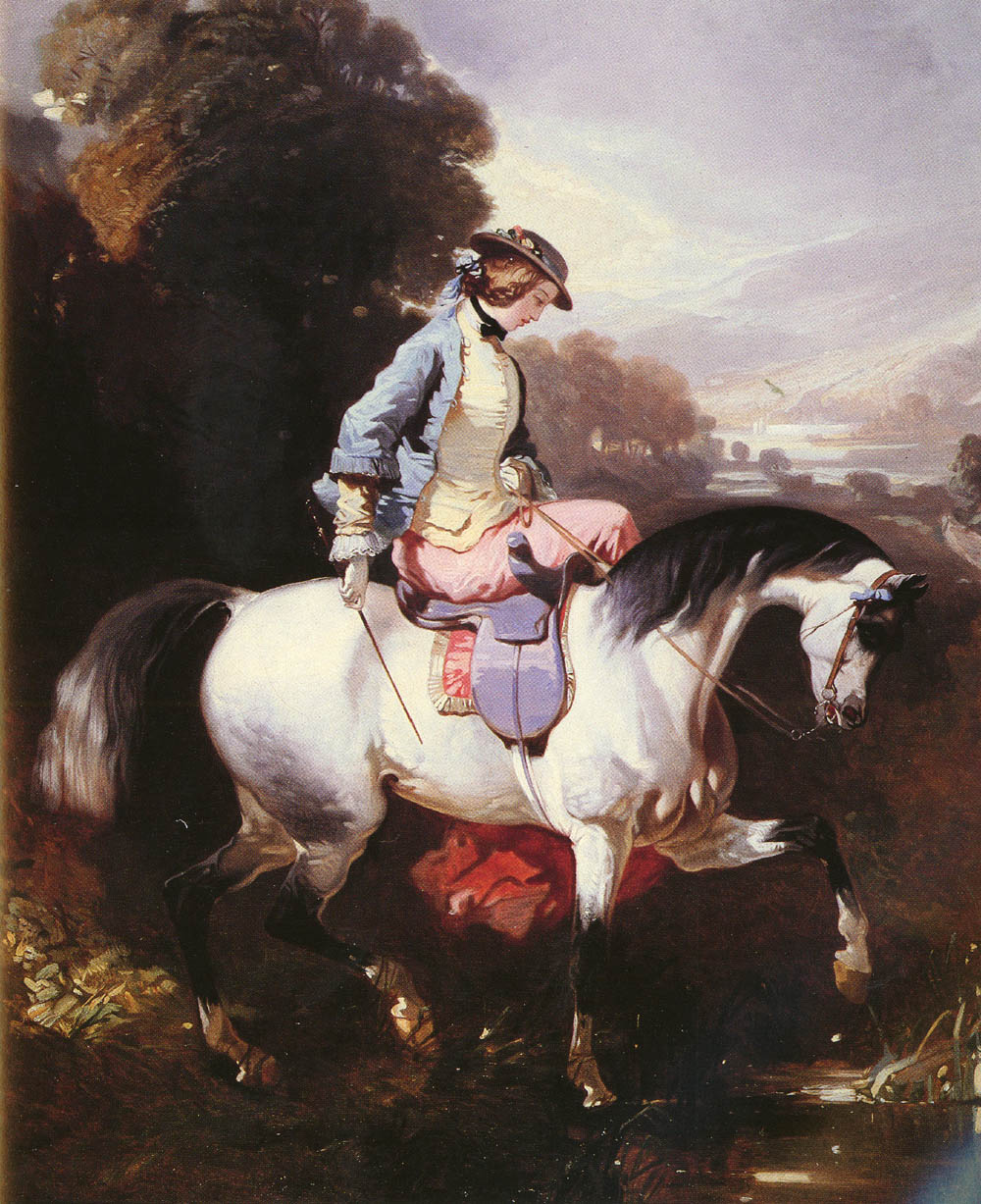
Représentation d’une cavalière en amazone dans Une élégante équestrienne d’Alfred de Dreux.

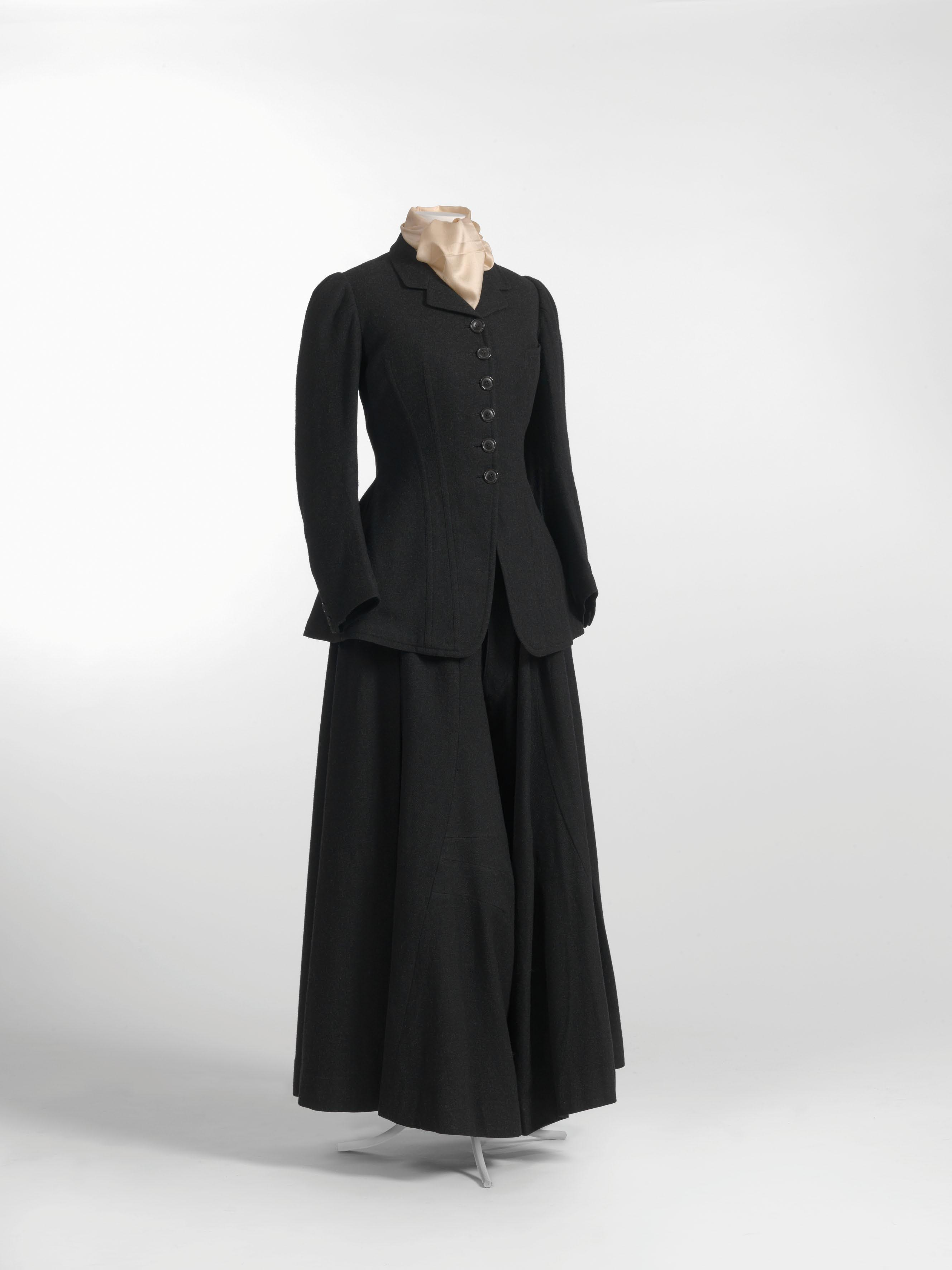
Tenue de cheval, 1900-1910, musée de la mode d'Anvers.

L’amazone est une tenue de cheval féminine composée d’une longue jupe ou d’une robe étroite très longue et large, boutonnée par devant avec une veste très cintrée.

## Description
La jupe d’amazone à la française comporte une découpe de sécurité pour qu’en cas de chute l’amazone ne reste pas coincée. On peut aussi utiliser le tablier anglais, plus court, utilisé en particulier pour l’équitation d’extérieur. Ce vêtement est à l’origine de la création de l’ensemble-tailleur ; au XIXe siècle, certains tailleurs anglais, à l’image de Creed ou Redfern, ont fait leur réussite par la création de ce vêtement puis sa déclinaison.

## Historique
Cette tenue serait née pendant le règne de Charles IX (1560-1574), lorsque celui-ci multiplia et rétablit, avec aussi peu de succès que ses prédécesseurs, par des ordonnances prises en 1564, 1563 et 1573, les anciennes prohibitions contre le luxe.
Auparavant, les femmes avaient des robes ouvertes en forme de casaques mais tombant aux pieds, du nom de bernes ; les cottes de dessous étaient ouvertes de même et laissaient voir la vertugale, couverte en cet endroit d’un beau drap d’or ou de soie. À cette mode succéda celle des robes fermées à longue jupe, en forme d’amazone pour pouvoir aller à cheval en mettant la jambe dans l’arçon ; avant cela, les femmes s’asseyaient sur le flanc gauche du cheval et posaient les pieds sur une planchette.